# Brazylia na Letnich Igrzyskach Olimpijskich 1964
Brazylię na Letnich Igrzyskach Olimpijskich 1964 reprezentowało 61 zawodników, 60 mężczyzn i 1 kobieta.

## Zdobyte medale
| Medal | Zawodnik | Dyscyplina | Konkurencja      |
| ----- | --- | ---------- | ---------------- |
| Brąz  | Amaury Antônio Passos Wlamir Marques Ubiratan Pereira Maciel Carlos Domingos Massoni Friedrich Wilhelm Braun Carmo de Souza Jatyr Eduardo Schall Edson Bispo dos Santos Antônio Salvador Sucar Victor Mirshawka Sérgio de Toledo Machado José Edvar Simōes | Koszykówka | Turniej mężczyzn |